# Ludwig Beck
Ludwig Beck (Biebrich, Wiesbaden, Hessen; 29 de juny de 1880 - Berlín, 20 de juliol de 1944) va ser un militar alemany, coronel general (Generaloberst) de l'Exèrcit Imperial Alemany i Cap de l'Estat Major de l'Exèrcit Alemany durant els primers anys del règim nazi. En els primers anys d'aquest va recolzar Hitler en la seva denúncia del Tractat de Versalles i el rearmament alemany.
Molt aviat en va tenir seriosos dubtes respecte a la demanda nazi que tots els militars juressin fidelitat a Hitler com a màxim líder alemany Führer el 1934.
Entre 1935 i 1938 va anar de mica en mica desil·lusionant-se'n més i més amb el règim nazi, en particular amb la seva agressiva política exterior. Degut precisament a serioses desavinences en aquest sentit, que es van donar a conèixer, Beck va dimitir com a Cap d'Estat Major a l'agost de 1938. A partir d'aleshores va acabar per convèncer-se que Hitler no podia canviar per a millor, i què ell i el partit nazi havien de ser expulsats del poder. Va arribar aleshores a ser un personatge clau en les conspiracions hagudes per enderrocar a Hitler, i hagués estat el Cap de l'Estat provisional si l'atemptat del 20 de juliol de 1944 hagués tingut èxit. Quan aquest va fallar, i va ser detingut, va demanar una pistola per suïcidar-se.

## Biografia
Nascut a Biebrich (avui dia un suburbi de Wiesbaden, a l'estat federal de Hessen), va ser educat dintre de la tradició militar prussiana. Entre el 1931 i el 1933 va escriure un important manual de tàctica militar (Die Truppenführung), el que va possibilitar que el 1933 fos destinat al Quarter General, el mateix del qual amb posterioritat arribaria a ésser cap, dos anys més tard.
El juliol de 1934 va mostrar disconformitat amb la política exterior del règim. Beck mostrava malestar pels esforços d'Adolf Hitler per ampliar la influència de les SS (Schutzstaffel) a l'Exèrcit regular.
D'altra banda, va considerar que l'expansió territorial del Reich anava massa lluny després de la invasió de la resta de Txecoslovàquia el 1939, i darrere això va dimitir en senyal de protesta.
Des de 1939 va estar en contacte amb altres membres de l'exèrcit alemany (entre ells l'almirall Wilhelm Canaris, el mariscal Erwin von Witzleben, el ministre Hjalmar Schacht) polítics i ciutadans planejant un cop d'estat que acabés amb el règim. En el cas de l'eventual enderrocament de Hitler, hagués format part del triumvirat regent que negociaria la pau amb França i Gran Bretanya, mantindria el protectorat de Bohèmia-Moràvia, Àustria i Polònia Occidental com a part d'Alemanya i restauraria la monarquia dels Hohenzollern.
El 1943 va planejar dos fracassats atemptats per matar Hitler i el 1944 va ser un dels principals instigadors del complot del 20 de juliol. Després del fracàs de la conspiració, d'acord amb la narració de Fabian von Schlabrendorff, l'endemà es trobava en custòdia del general Friedrich Fromm quan va preferir el suïcidi abans d'enfrontar-se a una execució precedida de tortures. Es diu que estava en un estat tal de nervis que continuava viu després d'haver-se disparat dues bales al cap, i va haver de sol·licitar ajuda a un sergent perquè el rematés.
A la pel·lícula Valkyrie (2008) va ser interpretat per l'actor anglès Terence Stamp.